# Bangladesh ai Giochi della XXIX Olimpiade
Il Bangladesh ha partecipato ai Giochi della XXIX Olimpiade di Pechino, svoltisi dall'8 al 24 agosto 2008, con una delegazione di cinque atleti.

## Atletica leggera
| Gara            | Atleta                | Batterie | Batterie | Quarti | Quarti | Semifinali | Semifinali | Finale | Finale |
| Gara            | Atleta                | Tempo    | Pos.     | Tempo  | Pos.   | Tempo      | Pos.       | Tempo  | Pos.   |
| --------------- | --------------------- | -------- | -------- | ------ | ------ | ---------- | ---------- | ------ | ------ |
| 100 m maschili  | Abu Abdullah Mohammed | 11"07    | 8        |        |        |            |            |        |        |
| 100 m femminili | Beauty Nazmun Nahar   | 12"52    | 8        |        |        |            |            |        |        |

## Nuoto
| Gara                        | Atleta              | Batterie | Batterie | Semifinali | Semifinali | Finale | Finale |
| Gara                        | Atleta              | Tempo    | Pos.     | Tempo      | Pos.       | Tempo  | Pos.   |
| --------------------------- | ------------------- | -------- | -------- | ---------- | ---------- | ------ | ------ |
| 100 m stile libero maschili | Mohammad Rubel Rana | 1'04"82  | 45       |            |            |        |        |
| 50 m stile libero femminili | Doli Akhter         | 30"23    | 73       |            |            |        |        |

## Tiro
| Gara                         | Atleta       | Qualificazioni | Qualificazioni | Finale    | Finale       | Finale |
| Gara                         | Atleta       | Punteggio      | Pos.           | Punteggio | Punt. totale | Pos.   |
| ---------------------------- | ------------ | -------------- | -------------- | --------- | ------------ | ------ |
| Carabina 10 m aria compressa | Imam Hossoin | 581            | 46             |           |              |        |